# Mariano Demaría
Mariano Demaría (Buenos Aires, 10 de marzo de 1842 - Buenos Aires, 23 de mayo de 1921) fue un abogado y diplomático argentino que se desempeñó como diputado nacional, considerado como uno de los iniciadores de la veterinaria y la ingeniería agrónoma en la Argentina.

## Biografía
Mariano Demaría nació en Buenos Aires el 10 de marzo de 1842, fueron sus padres el español don José Antonio Demaría, comerciante de Buenos Aires, y la porteña Mercedes Demaría, que eran primos. Cursó sus estudios primarios y secundarios en su ciudad natal, pasando luego a la universidad, en cuya Facultad de Derecho se recibió de «doctor en jurisprudencia» en 1869, con una tesis sobre La Imposición de herederos responde a necesidades sociales y a principios morales que la ley natural prescribe observar. Fue compañero de graduación de Leandro N. Alem, Aristóbulo del Valle, Pedro Goyena, Norberto Quirno Costa y Carlos Pellegrini, entre otros. Enseguida fue nombrado relator del tribunal de justicia, y después juez del crimen.
Desde 1878 a 1880 se desempeñó como senador a la Legislatura de Buenos Aires, y luego fue ministro de Hacienda de la provincia durante el interinato del doctor Juan José Romero, como en la administración de Dardo Rocha. En este cargo, Demaría fundó la Escuela de Agronomía y Veterinaria de Santa Catalina (en La Plata), el 6 de agosto de 1882. Después fundó el Haras de La Plata y el conservatorio de vacunas (del que fue presidente de la comisión directiva durante varios años). Fundó el Instituto de Bacteriología y la Escuela de Artes y Oficios. Fue electo diputado nacional en 1884 por el Partido Autonomista Nacional, con mandato hasta 1888. 
Desde su período como estudiante militó en la política y se hizo masón. Junto a otros jóvenes figuró entre los fundadores de la Unión Cívica de la Juventud, animada por principios liberales. En 1890 participó en el movimiento armado, y formó parte de la junta revolucionaria. Intervino en el movimiento de 1893.
Se casó con Dolores Arana, nieta del político y abogado Felipe Arana, ministro de Relaciones Exteriores de Juan Manuel de Rosas. Juntos tuvieron 11 hijos, entre ellos Mariano Demaría (h), quien ejerció como diputado nacional desde el año 1900 hasta su fallecimiento en 1923. 
Fue ministro de Hacienda del presidente Luis Sáenz Peña, y se contó en el grupo de hombres que rodearon a Aristóbulo del Valle, quien lo nombró también en su efímero gobierno. Del Valle ejerció una notable influencia sobre la personalidad de Mariano Demaría, y le dispenso una gran estima.
Figura de relieve dentro del radicalismo, ganó las elecciones con Leandro N. Alem en los comicios del 3 de febrero de 1895. Su mandato duró hasta 1899. Participó como vicepresidente primero en la convención de la Unión Cívica Radical, reunida en 1897, para elegir su candidato presidencial. Perteneció al sector del radicalismo que acompañó a Alem en la interna contra su sobrino Hipólito Yrigoyen, y luego del suicidio del primero, apoyó en la interna radical a Bernardo de Irigoyen y la Política de las paralelas en 1898. Fue designado director general de escuelas de la provincia de Buenos Aires en el gobierno de Bernardo de Irigoyen. Durante su gestión se crearon 64 establecimientos educativos.

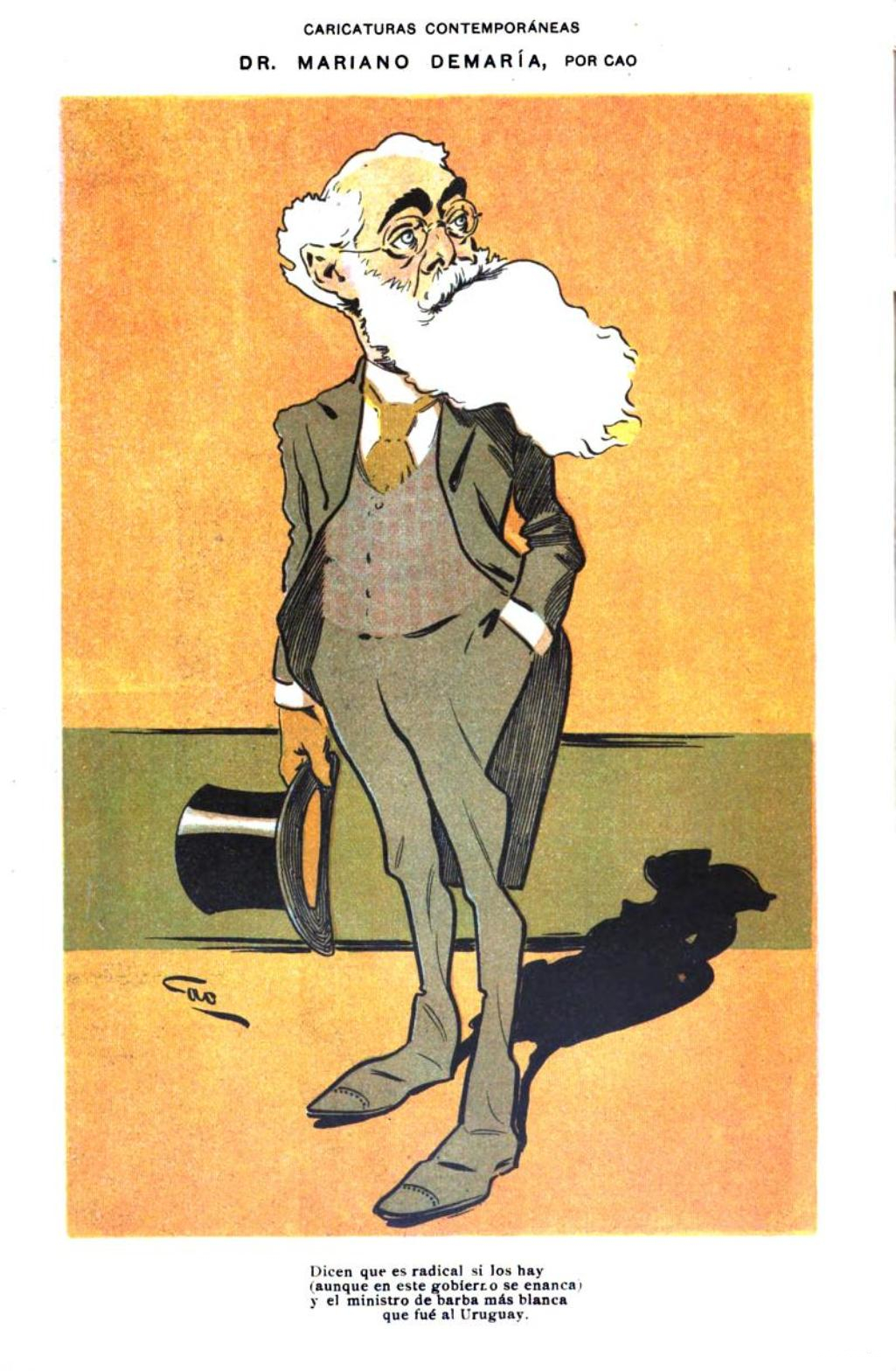
Retratado por Cao en la revista Caras y Caretas (1902)

Paralelamente fue director del Banco de la Nación y director del Banco Hipotecario Nacional (hasta 1902). Luego de la finalización del mandato de Irigoyen en Buenos Aires se desempeñó, entre 1902 y 1905, en las funciones de ministro plenipotenciario en Uruguay, y entre 1905 y 1907, fue ministro plenipotenciario en España y Portugal. Desde su regreso de Europa (en 1907) fue director de la Caja de Conversión.
Al igual que el resto de la dirigencia llamada "radical bernardista", Demaría se incorporó a los Partidos Unidos, movimiento político que agrupaba a hombres del autonomismo nacional, del mitrismo acuerdista y del radicalismo de Bernardo de Irigoyen, y que lideraba Marcelino Ugarte. En 1908, los Partidos Unidos se transformaron en el Partido Conservador de la provincia de Buenos Aires. En esta época compró estancias en las tierras más ricas de la provincia de Buenos Aires. En su casa se fundó el Partido Demócrata Progresista a finales de 1914.
Falleció en Buenos Aires el 23 de mayo de 1921 a la edad de 79 años. 
En la inhumación de sus restos, Julio A. Roca (h) expresó que: 

Era un gran idealista, un eterno soñador. Era un incansable lector y critico de impecable seguridad..." Su bondad, tanto como su cultura, le dictó el respeto integro de sus adversarios, a quienes afrontaba sin herir ni deprimir. Hombre de partido, su civismo atemperó sus preferencias e inspiró sus orientaciones cardinales. Fue un consejero y un incansable militante.
Julio Argentino Roca

Lisandro de la Torre, en su discurso, señaló su elevado patriotismo, y el empeño puesto en la fundación del partido, con palabras de gratitud y homenaje.
El estanciero y político Estanislao Zeballos dijo:

Era un patricio en el concepto tradicional de los hombres de la Generación de Mayo.
Estanislao Zeballos

El diario La Nación ―propiedad del expresidente Bartolomé Mitre― le dedicó también conceptuosos elogios.